# اچ‌یو دلو
اچ‌یو دلو یک ستاره است که در صورت فلکی دلو قرار دارد.